# Black and White
Black and White er en amerikansk stumfilm fra 1913 af Dell Henderson.

## Medvirkende
- Harry Carey
- Donald Crisp
- Grace Henderson
- Dave Morris
- Clarence Barr